# Chaunté Lowe
Chaunte LaTasha Lowe (nascida Howard; Templeton, 12 de janeiro de 1984) é uma atleta norte-americana, especialista no salto em altura.
Campeã mundial indoor em Istambul 2012. Tem como melhores marcas, 2,05m na prova outdoor, e 2,02 m na prova indoor, sendo a recordista americana da prova. Participou dos Jogos Olímpicos de Atenas 2004 e Pequim 2008, tendo obtido o sexto lugar neste último. No entanto herdou a medalha de bronze de Pequim após as desclassificações de três atletas posicionadas a sua frente, punidas após a reanálise dos exames anti-doping acusar o uso de substâncias proibidas.